# Maksymilian Wiśniowiecki
Maksymilian Wiśniowiecki, właśc. Wiśniowiec (ur. 7 września 1870 w Krakowie, zm. w 1932 w Zakopanem) – polski filolog klasyczny, nauczyciel.

## Życiorys
Urodził się 7 września 1870 w Krakowie. Jako Maksymilian Wiśniowiec od roku szkolnego 1883/1884 tj. II klasy kształcił się w C. K. Gimnazjum św. Anny w Krakowie. Będąc już uczniem VII klasy w wakacje 1888 roku wraz z kolegą klasowym Henrykiem Jasieńskim sporządził spis uczniów Gimnazjum św. Anny z lat 1880-1888, wydrukowany w Książce pamiątkowej ku uczczeniu jubileuszu trzechsetnej rocznicy założenia Gimnazyum św. Anny w Krakowie autorstwa Jana Lenieka. W 1890 ukończył w gimnazjum VIII klasę i zdał egzamin dojrzałości (w jego klasie od początku był Jakub Zachemski).
Rozporządzeniem C. K. Rady Szkolnej Krajowej z 25 lipca 1894 został mianowany zastępcą nauczyciela w macierzystym C. K. Gimnazjum św. Anny w Krakowie, gdzie podjął swoją pracę w szkolnictwie 28 sierpnia 1894. W szkole uczył w kolejnych latach języka łacińskiego, języka polskiego, języka greckiego, matematyki. Rozporządzeniem z 23 sierpnia 1898 jako zastępca nauczyciela został przeniesiony do C. K. Gimnazjum w Wadowicach, gdzie uczył języka łacińskiego i języka polskiego. 9 maja 1899 złożył egzamin nauczycielski i od 1 czerwca 1899 liczyła się jego służba. Reskryptem C. K. Rady Szkolnej Krajowej z 28 września 1899 w tym samym charakterze został przeniesiony z Wadowic do C. K. Gimnazjum w Sanoku (zamieniony posadami z Karolem Wróblewskim). Tam uczył języka łacińskiego, języka greckiego, matematyki. Reskryptem C. K. Ministra Wyznań i Oświaty z 14 czerwca 1900 został mianowany nauczycielem rzeczywistym w C. K. Gimnazjum w Stanisławowie. Uczył tam języka łacińskiego, języka greckiego, języka polskiego i był zawiadowcą biblioteki nauczycielskiej. Reskryptem C. K. Ministra Wyznań i Oświaty z 23 czerwca 1903 otrzymał posadę nauczycielską w C. K. Gimnazjum w Jaśle (potwierdzono rozporządzeniem C. K. Rady Szkolnej Krajowej z 27 lipca 1903). Uczył tam języka greckiego, języka łacińskiego. 
Już w charakterze c. k. profesora rozporządzeniem C. K. Rady Szkolnej Krajowej z 30 lipca 1907 został przeniesiony do C. K. VII Gimnazjum we Lwowie. Uczył tam języka łacińskiego, języka greckiego, języka polskiego, ponadto kaligrafii oraz był zawiadowcą biblioteki nauczycielskiej i polskiej biblioteki dla klas wyższych, opiekunem kółka filologicznego. 9 lipca 1909 otrzymał VIII rangę służbową w zawodzie. 30 grudnia 1912 otrzymał zniżkę godzin pracy celem umożliwienia mu dokończenia pracy naukowej. Rozporządzeniem C. K. Rady Szkolnej Krajowej z 18 lutego 1913 otrzymał urlop z pracy w VII Gimnazjum celem objęcia kierownictwa Miejskiego Gimnazjum Realnego w Leżajsku (urlop ponownie udzielony 16 sierpnia 1913), które pełnił w okresie od 21 lutego 1913 do 7 stycznia 1914 oraz uczył tam języka łacińskiego. Po powrocie do VII Gimnazjum w drugim półroczu roku szkolnego 1913/1914 otrzymał urlop dla poratowania zdrowia.
Podczas I wojny światowej reskryptem C. K. Rady Szkolnej Krajowej w Białej z 13 października 1911 na własną prośbę został przydzielony do C. K. IV Gimnazjum w Krakowie. Uczył tam języka łacińskiego i historii. W całym roku szkolnym 1917/1918 przebywał na urlopie dla poratowania zdrowia. Rozporządzeniem Eks. Rady Szkolnej Krajowej z 16 sierpnia 1918 został przeniesiony z IV Realnego Gimnazjum im. Henryka Sienkiewicza w Krakowie do C. K. V Gimnazjum w Krakowie. Do 1918 formalnie pozostawał profesorem C. K. VII Gimnazjum we Lwowie. Został odznaczony Krzyżem Jubileuszowym dla Cywilnych Funkcjonariuszów Państwowych.
Już po odzyskaniu przez Polskę niepodległości u zarania II Rzeczypospolitej decyzją RSK z 10 września 1919 został przeniesiony z krakowskiego V Gimnazjum do VII Państwowego Gimnazjum w Krakowie. Tam od grudnia 1920 przebywał na urlopie z powodu przeniesienia, a decyzją Kuratorium Okręgu Szkolnego Lwowskiego z 6 marca 1921 został zwolniony ze służby w Małopolsce dla objęcia czynności dyrektora progimnazjum w Kościerzynie. Później pracował w Państwowym Gimnazjum w Zakopanem, ucząc tam łaciny i greki, a od 1 września 1924 do 1 stycznia 1926 sprawując stanowisko kierownika tej szkoły. Następnie, od 1926 był kierownikiem w Prywatnym Gimnazjum Sanatoryjnym im. błogosławionego Ładysława z Gielniowa (założonego w 1922), wykładając tam łacinę i grekę. Od 1927 do 1928 był pierwszym dyrektorem Miejskiego Gimnazjum Koedukacyjnego w Międzychodziu.
Był dwukrotnie żonaty. Z pierwszą żoną Dionizą z Hirschbergów miał bliźnięta - Kamillę (późniejszą Kopcińską) i Hieronima (ur. 1895), również nauczycieli. Po śmierci Dionizy, kiedy mieszkał już w Willi „Pod Krzyżem” przy Sobiczkowej 32 w Kościelisku, ożenił się z Jadwigą Zemlerską z podpoznańskiej Mosiny. Zmarł w swoim domu w 1932.

## Publikacje
- Polemika. M. Wiśniowiecki przeciw M. Mannowi (w: „Pamiętnik Literacki” 1907)[50]
- Kilka dat historycznych z przeszłości Leżajska (1913)[51]

Wspólnie z Józefem Sroczyńskim (adnotacja: Opracowali i w objaśnienia opatrzyli Józef Sroczyński i Maksymilian Wiśniowiecki).
- Dzieła poetyckie Wincentego Pola. T. 1 (Stanisławów 1904, Lwów 1921)
- Dzieła poetyckie Wincentego Pola. T. 2 (Stanisławów 1904, Lwów 1921)
- Dzieła poetyckie Wincentego Pola. T. 3 (Stanisławów 1903, Lwów 1921)
- Dzieła poetyckie Wincentego Pola. T. 4 (Stanisławów 1904, Lwów 1921)
- Wit Stwosz, poemat z pomników historycznych XV wieku (1904)[53]